# Seznam poljskih atletov
Seznam poljskih atletov.

## A
- Maria Andrejczyk

## B
- Andrzej Badeński
- Edmund Borowski

## C
- Lidia Chojecka
- Kamila Chudzik

## D
- Krystyna Danilczyk-Zabawska
- Kajetan Duszyński

## F
- Paweł Fajdek
- Joanna Fiodorow
- Wioletta Frankiewicz

## G
- Żaneta Glanc
- Stanisław Grędziński

## J
- Anna Jakubczak
- Igor Janik
- Paweł Januszewski
- Joanna Jóźwik

## K
- Natalia Kaczmarek
- Elżbieta Katolik
- Halina Konopacka
- Robert Korzeniowski
- Władysław Kozakiewicz
- Kacper Kozłowski
- Marcin Krukowski
- Adam Kszczot
- Artur Kuciapski
- Janusz Kusociński
- Maria Kwaśniewska

## L
- Marcin Lewandowski
- Kamila Lićwinko
- Piotr Lisek

## M
- Barbara Madejczyk
- Tomasz Majewski
- Piotr Małachowski

## N
- Wojciech Nowicki

## O
- Rafał Omelko

## P
- Jerzy Pawłowski
- Urszula Piwnicka
- Wioletta Potępa

## R
- Michał Rozmys

## S
- Janusz Sidło
- Jerzy Skarżyński
- Kamila Skolimowska
- Elżbieta Skowrońska-Katolik
- Barbara Sobotta
- Zdobysław Stawczyk
- Józef Szmidt

## T
- Karolina Tymińska

## U
- Robert Urbanek

## W
- Jadwiga Wajs
- Stanisława Walasiewicz
- Jan Werner
- Joanna Wiśniewska
- Anita Włodarczyk
- Paweł Wojciechowski
- Alicja Wrona-Kutrzepa
- Jacek Wszoła

## Z
- Małgorzata Zadura
- Szymon Ziółkowski